# Josephine Fock
Josephine Christina Fock (ur. 5 września 1965 w Aarhus) – duńska polityk, działaczka organizacji pracowniczych, posłanka do Folketingetu, w 2020 przewodnicząca Alternatywy.

## Życiorys
W 1993 ukończyła studia prawnicze na Uniwersytecie w Aarhus. W latach 90. pracowała jako koordynatorka projektów i główna konsultantka w organizacji akademickiej Akademikernes Centralorganisation. W latach 1999–2007 kierowała sekretariatem Sundhedskartellet, zrzeszenia związków zawodowych z sektora służby zdrowia. W tym samym czasie odpowiadała też za negocjacje w Dansk Sygeplejeråd, organizacji branżowej z zakresu pielęgniarstwa. Od 2007 do 2015 stała na czele sekretariatu Offentligt Ansattes Organisationer, organizacji związkowej skupiającej urzędników.
W 2013 współtworzyła nową partię pod nazwą Alternatywa, stając się jednym z jej liderów. W wyborach w 2015 uzyskała mandat posłanki do Folketingetu. Z parlamentu odeszła w 2018, obejmując stanowisko dyrektora ds. integracji w Duńskiej Radzie ds. Uchodźców. W lutym 2020 została nową przewodniczącą Alternatywy, zastępując jej inicjatora Uffe Elbæka. Kilka tygodni później były lider i trzech innych posłów opuściło partię. Jeszcze w tym samym roku Josephine Fock ustąpiła z funkcji przewodniczącej swojego ugrupowania.